# カルト・リーダー・タクティクス
『Cult Leader Tactics』（カルト・リーダー・タクティクス）は、ポール・ドレイパーが2022年にリリースしたセカンド・アルバム。プロデュースはポール・ドレイパーとPaul 'P-Dub' Walton。自己啓発本への風刺をパロディにしたコンセプトアルバムとして作成された。収録曲の歌詞はポール・ドレイパー本人が描き下ろした架空の自己啓発本「カルト・リーダー・タクティクス」からの抜粋で構成され、目的のためには手段を選ばないマキャベリズム的な手法で行動し、あらゆるジャンルで頂点に立つ方法を解説する。

## 収録曲
1. カルト・リーダー・タクティクス "Cult Leader Tactics"— (4分07秒)
2. インターナショナル "Internationalle"— (3分23秒)
3. ダーティー・トリックス "Dirty Trix"— (3分48秒)
4. カルト・リーダー・タクティクス・イーフラット・マイナー "Cult Leader Tactics in E-Flat Minor"— (1分32秒)
5. ユーヴガット・ノー・ライフスキルズ・ベイビー "You’ve Got No Life Skills, Baby!"— (3分57秒)
6. ユー・キルド・マイ・フィッシュ "U Killed My Fish"— (3分43秒)
7. エヴリワン・ビカムス・ア・プロブレム・イベンチュアリー "Everyone Becomes A Problem Eventually "— (3分30秒)
8. アニー "Annie"— (4分23秒)
9. トーキン・ビハインド・マイ・バック "Talkin’ Behind My Back"— (2分58秒)
10. オメガ・マン "Omega Man "— (4分07秒)
11. ライイン・アバウト・フー・ユー・スリープ・ウィズ  "Lyin’‘Bout Who U Sleep With " — (5分01秒)

## 日本盤
『Cult Leader Tactics』日本流通盤は、ボーナストラック3曲を追加して2022年1月28日に同時発売。
＜収録曲＞
1. Cult Leader Tactics
2. Internationalle
3. Dirty Trix
4. Cult Leader Tactics in E-Flat Minor
5. You’ve Got No Life Skills, Baby!
6. U Killed My Fish
7. Everyone Becomes A Problem Eventually
8. Annie
9. Talkin’ Behind My Back
10. Omega Man
11. Lyin’ ‘Bout Who U Sleep With
12. Annie (Acoustic)*
13. Cult Leader Tactics (Acoustic)*
14. Lyin’ ‘Bout Who U Sleep With (Acoustic)*

- 日本盤ボーナス・トラック